# هيتاودا
هيتاودا هي بلدة، في نيبال، تقع في مديرية ناراياني، والمنطقة التنموية الوسطى، بلغ عدد سكانها 84,671  نسمة وذلك حسب إحصائيات سنة 2011.

## أعلام
- أنجان بيستا